# 恐怖惊魂夜×3 三日月岛事件的真相
《恐怖惊魂夜×3 三日月岛事件的真相》（正标题也译作“镰鼬之夜3”）是Chunsoft开发，世嘉于2006年7月在PlayStation 2发行的视觉小说。
游戏是恐怖惊魂夜系列的第三作。除了本作的新剧本外，游戏该修改收录了前两作《恐怖惊魂夜》和《恐怖惊魂夜2 监狱岛的儿歌》中的剧本。新剧本依然由两部的编剧，推理小说家我孙子武丸执笔。
游戏还移植于日本移动电话。PlayStation 2原版销量为16万。